# Alain Dutournier
 (février 2024).
 (avril 2014).
Si vous disposez d'ouvrages ou d'articles de référence ou si vous connaissez des sites web de qualité traitant du thème abordé ici, merci de compléter l'article en donnant les références utiles à sa vérifiabilité et en les liant à la section « Notes et références ».
Alain Dutournier, né le 11 mars 1949 à Cagnotte (Landes), est un chef cuisinier du restaurant « Carré des feuillants », une étoile au Guide Michelin, dans le 1er arrondissement de Paris.

## Activités professionnelles
- 1973 – Restaurant Au Trou Gascon - 75012 Paris
- 1977 - Obtention de sa 1ere étoile
- 1980 – Caves Marly –  78560 Le Port-Marly
- 1986 – Restaurant Carré des Feuillants 75001 Paris (membre des Grandes Tables du Monde) fermeture définitive mai 2021
- 1987-1990 — il est l'un des invités de l'émission culinaire hebdomadaire « Quand c'est bon ?... Il n'y a pas meilleur ! » diffusée sur FR3 et animée par François Roboth[1].
- 1999/2003 – conseiller culinaire – groupe Accor (le Café Faubourg)
- 2003 – Restaurant Pinxo – 75001 Paris
- 2006 – Source de Saint Géron – 43360 Saint-Géron
- 2012 – Restaurant Mangetout –  75006 Paris

## Distinctions
- Chevalier de la Légion d'honneur Il est fait chevalier par décret du 6 avril 2007[2].
- Officier de l'ordre national du Mérite Il est promu officier par décret du 14 novembre 2011[3]. Il était chevalier du 1er juin 1997.
- Commandeur de l'ordre des Arts et des Lettres au titre de « cuisinier-restaurateur » (2003)[4]

Étant membre du conseil de l'ordre des Arts et des Lettres, il est ex officio commandeur de l'ordre des Arts et des Lettres.